# MRT Center
MRT Center – wieżowiec w Skopje w Macedonii Północnej. Ma 92 metry wysokości. Do powstania kompleksu Cevahir Towers w 2015 był najwyższym budynkiem w kraju. Jest w całości własnością Macedońskiego Radia i Telewizji, jako jego siedziba główna.
W latach 1984–1992 był siedzibą RTV Skopje, lokalnego oddziału Jugosłowiańskiej Radiotelewizji (JRT).